# 간사이 공항선
간사이 공항선(일본어: 関西空港線, かんさいくうこうせん 칸사이쿠코센[*])은 서일본 여객철도의 철도 노선 가운데 하나이다. 일본 오사카부 이즈미사노시에 있는 히네노역과 센난군 다지리정에 있는 간사이 공항역을 잇는다.

## 노선 정보
- 소유자: JR 서일본(히네노 - 린쿠타운)
간사이 국제공항 주식회사(린쿠타운 - 간사이 공항역, JR 서일본과 난카이 전기 철도가 사용료를 내는 형식)
- 노선 거리: 11.1 km
- 궤간: 1,067mm(협궤)
- 역 수: 3
- 복선 구간: 전 구간
- 전철화 구간: 전 구간 직류 1,500 볼트
- 차단 장치: 복선 자동 차당식
- 보안 장치: ATS-P

## 역사
- 1994년 6월 15일: 공항 직원 전용 노선으로 개통.
- 1994년 9월 4일: 일반 여객 영업을 개시.
- 2018년 9월 4일 : 간사이 공항역~오사카역를 잇는 다리파손으로 전철노선이 운행중단.
- 2018년 9월 18일 : 간사이 공항 방면 운행재개

## 운행 형태
대부분의 열차가 덴노지역 방면으로 직결 운행되고 있다. 직통 열차는 마이바라역·교토역 ~ 간사이 공항역 간을 연결하는 특급 하루카 호와 교바시 ~ 간사이 공항역 간의 간쿠 쾌속이 운행되고 있다. 간사이 공항선 내에서만 운행되는 보통 열차인 '셔틀'이 아침과 심야 시간대에 평일 5왕복, 휴일 2.5왕복 운행되고 있다.

## 차량
- 223계
- 225계
- 281계

## 역 목록
| 역명        | 일어 역명      | 로마자 역명    | 접속 노선                | 역간 거리 | 영업 거리 | 소재지   | 소재지       | 소재지       |
| ----------- | -------------- | -------------- | ------------------------ | --------- | --------- | -------- | ------------ | ------------ |
| 히네노      | 日根野         | Hineno         | ■ 한와 선                | -         | 0.0       | 오사카부 | 이즈미사노시 | 이즈미사노시 |
| 린쿠 타운   | りんくうタウン | Rinkū Town     | 난카이 전기 철도 공항 선 | 4.2       | 4.2       | 오사카부 | 이즈미사노시 | 이즈미사노시 |
| 간사이 공항 | 関西空港       | Kansai Airport | 난카이 전기 철도 공항 선 | 6.9       | 11.1      | 오사카부 | 센난군       | 다지리정     |

## 같이 보기
- 어번 네트워크
- 난카이 전기 철도 공항선